# دوري الدرجة الأولى الأرجنتيني 1920
دوري الدرجة الأولى الأرجنتيني 1920 (بالإسبانية: Campeonato de Primera División 1920)‏ هو الموسم 29 من دوري الدرجة الأولى الأرجنتيني. أقيم خلال الفترة 21 مارس 1920 وحتى 9 يناير 1921، وأشرف على تنظيمه اتحاد الأرجنتين لكرة القدم، وكان عدد الأندية المشاركة فيه 13، وفاز فيه بوكا جونيورز.